# フッ化バナジウム(III)
フッ化バナジウム(III)（フッかバナジウム さん、Vanadium(III) fluoride）は、化学式が VF3 と表されるバナジウムのフッ化物である。暗緑色の固体で、酸化バナジウム(III)から二段階の反応で得られる。一段階目は、酸化バナジウム(III)とフッ化水素アンモニウムからヘキサフルオロバナジン(III)酸アンモニウムを合成する。
{\displaystyle {\ce {V2O3\ + 6(NH4)HF2\ -> 2(NH4)3VF6\ + 3H2O}}}
二段階目でヘキサフルオロバナジン(III)酸アンモニウムを熱分解することにより、フッ化バナジウム(III)が得られる。
{\displaystyle {\ce {(NH4)3VF6 -> 3NH3\ + 3HF\ + VF3}}}
アンモニウム塩の熱分解は、固体の無機化合物の一般的な合成法である。
VF3 は V2O3 と HF の反応によって合成することもできる。VF3 の固体は、バナジウム原子に6つのフッ素原子が配位している。2つの不対電子を持つため磁気モーメントを示す。